# The Alamo (1960)
The Alamo är en historisk krigsfilm från 1960 om slaget vid Alamo 1836. Den producerades och regisserades av John Wayne, som också spelade rollen som Davy Crockett. 

## Medverkande
| John Wayne      | – överste David Crockett |
| Richard Widmark | – överste James Bowie    |
| Laurence Harvey | – överste William Travis |
| Richard Boone   | – general Sam Houston    |
| Carlos Arruza   | – löjtnant Reyes         |
| Frankie Avalon  | – Smitty                 |
| Pat Wayne       | – James Bonham           |
| Linda Cristal   | – Flaca                  |
| Joan O'Brien    | – Mrs Dickinson          |
| Chill Wills     | – Beekeeper              |
| Joseph Calleia  | – Juan Seguin            |
| Ken Curtis      | – kapten Dickinson       |
| Hank Worden     | – Parson                 |
| Denver Pyle     | – spelare Thimblerig     |
| Aissa Wayne     | – Angelina               |
| Julian Trevino  | – Silverio Sequin        |

## Mottagande
Filmen nominerades till sju Oscar, däribland bästa film och bästa manliga biroll (Chill Wills), och vann i kategorin bästa ljud.